# Alaskaentomon
Alaskaentomon (лат.) — рід безвусикові прихованощелепні сімейства Acerentomidae. Аляска (США).

## Опис
Дрібні безвусикові скритощелепні членистоногі, довжина тіла 1,2 - 1,3 мм. Мають два гранульовані придатки на калісі нижньогубних залоз, нітеївдний сенсиліум tl і дуже довгий сенсиліум A на передніх лапках, дві пари A-щетинок на мезонотумі та метанотумі, медіальні задні (Pc) щетинки на VII-му тергіті та на VI–VII-х х   .

## Систематика
2 види. Рід Alaskaentomon є однією з найдавніших ліній еволюції підродини Nipponentominae ( Acerentomidae )  .
- Alaskaentomon condei Nosek, 1981 [4]
- Alaskaentomon fjellbergi типовий , 1977 [5]